# Gitarrenchor „Wir singen für Jesus“
Der Gitarrenchor „Wir singen für Jesus“ war eine Vokal- und Instrumentalformation unter der Leitung von Ernst August Eicker, die in den 1960er Jahren in der deutschen evangelikalen Musikszene aktiv war und durch Konzerte und Schallplattenaufnahmen bekannt wurde.

## Geschichte
Mit dem Emporkommen der Gitarre als Instrument für den gottesdienstlichen und missionarischen Gebrauch innerhalb der evangelikalen Kirchen in Deutschland bildeten sich vielerorts sogenannte Gitarrenchöre, die als Ensemble Gitarren mit Singstimmen kombinierten und einen für geistliche Musik im Nachkriegsdeutschland sehr volkstümlichen bis progressiven Musikstil kreierten. Die Mitglieder setzten sich aus Gitarrenspielern und Sängern zusammen. Der Chor wurde durch mehrere Schallplattenaufnahmen für Frohe Botschaft im Lied und durch den Evangeliums-Rundfunk bis über die Grenzen Deutschlands hinaus bekannt und zu Konzerten eingeladen.
Mit der Ausbreitung der Jugendchorbewegung in evangelikalen Gemeinden und Freikirchen in Deutschland verlagerten sich die progressive Bestrebungen innerhalb der christlichen Musikszene weg von den Gitarrenchören hin zu den Jugendchören.
Heute sind die historischen Aufnahmen des Gitarrenchores wieder in der Nostalgiesendung Unvergessen – Lieder, die bleiben im ERF zu hören. Einige Titel wurden darüber hinaus digital remastered innerhalb der gleichnamigen CD-Reihe im Verlag Gerth Medien wiederveröffentlicht.

## Diskografie (Auswahl)

### Singles
| Jahr | Titel                         | Einzeltitel                                                           | Einzeltitel                                           | Label                   |
| Jahr | Titel                         | Seite A                                                               | Seite B                                               | Label                   |
| ---- | ----------------------------- | --------------------------------------------------------------------- | ----------------------------------------------------- | ----------------------- |
| 19?? | Wir sind junge Menschen       | - Wir sind junge Menschen - Einst sucht ich nach irdscher Freude      | - O wie köstlich ist's zu wissen - Singt Halleluja    | Frohe Botschaft im Lied |
| 19?? | Menschen, die zu Jesus fanden | - Menschen, die zu Jesus fanden - Hast du dich früh dem Herrn geweiht | - Singe mir es noch einmal vor - Wenn nach Todesnacht | Frohe Botschaft im Lied |

### LPs
| Jahr | Titel                      | Verlag       |
| ---- | -------------------------- | ------------ |
| 1971 | Mit Jesus durchs Leben     | Gerth Medien |
| 1986 | Preis den Herrn, alle Welt | Gerth Medien |

### CDs
| Jahr | Titel                                                       | Verlag       |
| ---- | ----------------------------------------------------------- | ------------ |
| 1999 | Die schönsten Lieder                                        | Gerth Medien |
| 2001 | Singt Halleluja                                             | Gerth Medien |
| 2010 | Unvergessen 7 – Lieder, die bleiben                         | Gerth Medien |
| 1986 | Unvergessen 8 – Elsa & Ernst August Eicker mit ihren Chören | Gerth Medien |